# Винаги ще знам какво направи миналото лято
„Винаги ще знам какво направи миналото лято“ (на английски: I'll Always Know What You Did Last Summer) е американски слашър трилър от 2006 г.

## Сюжет
Внимание:  Текстът по-долу разкрива сюжета на произведението (или части от него)!
Шега, базирана на страшната легенда, завършва със смъртта на тийнейджър в Колорадо. Другите се споразумяват да пазят в тайна участието си в този инцидент, но година по-късно получават бележка, от която става ясно, че и някой друг знае.

## Актьорски състав
- Брук Невин – Амбър Уилямс
- Дейвид Петкау – Колби Патерсън
- Тори Де Вито – Зой Уорнър
- Бен Ийстър – Ланс Джоунс
- Сет Пакърд – Роджър Пак
- Родерик Ортън – Пи Джей Дейвис
- Дон Шанкс – Бен Уилис

## Филми от поредицата за „Знам какво направи миналото лято“
Поредицата „Знам какво направи миналото лято“ включва 4 филма:
- „Знам какво направи миналото лято“ (1997)
- „Още знам какво направи миналото лято“ (1998)
- „Винаги ще знам какво направи миналото лято“ (2006)
- „Знам какво направи миналото лято“ (2025)